# 160-й авіаційний полк спеціальних операцій армії США
160-й авіаційний полк спеціальних операцій армії США (англ. 160th Special Operations Aviation Regiment (Airborne)) — військове формування, вертолітний полк зі складу сил спеціальних операцій армії США, призначений для виконання завдань спеціальних та загальновійськових операцій, які включають широкий спектр різноманітних задач: завдання ударів, підтримка штурмів, ведення спостереження та розвідки, транспортування, евакуація тощо, котрі виконуються у будь-які погодні та польотні умови, вдень та вночі. Основним пунктом постійної дислокації авіаційного полку є Форт Кемпбелл, штат Кентуккі.
Основними завданнями 160-го авіаційного полку є організація, оснащення, підготовка, тренування, забезпечення та застосування повітряного компоненту армійських сил спеціальних операцій по всьому світові з метою підтримки виконання ними бойових завдань. Полк отримав своє прізвисько «Нічні сталкери» за високий професіоналізм у виконанні завдань у складних метеоумовах, в особливості в нічний час. Льотний склад вертолітного полку проходить спеціалізоване навчання з метою виконання найскладніших завдань у ворожому середовищі по усіх регіонах світу з найвищою якістю, точністю та гарантією успіху.
На озброєнні авіаційного полку перебувають вертольоти найсучасніших модифікацій бойових вертольотів типу CH-47 «Чинук», UH-60 «Блек Хок», різноманіття MH-6 «Літтл Берд».
160-й авіаційний полк активно залучається до проведення спеціальних та загальновійськових операцій, починаючи з вторгнення США на Гренаду у 1983 році.

## Історія формування

### Формування полку
У 1980 році, після приголомшливого провалу операції «Орлиний кіготь» з врятування американських заручників у Тегерані під час Іранської кризи, у тому числі й через колосальні помилки з авіаційним забезпеченням ходу проведення операції, Президент країни Джиммі Картер віддав наказ колишньому керівнику військово-морськими операціями адміралу Джеймсу Л. Голловею III ретельно вивчити проблему та надати пропозиції. Адмірал зі своєю комісією прискіпливо проаналізували ситуацію з ходом планування, підготовки та проведення скандальної операції та надав свої рекомендації з того, що потрібно зробити, щоб якомога краще підготуватися наступного разу до спеціальних операцій такого характеру. У доповіді було також відмічено, що в Збройних силах країни немає жодного підрозділу, здатного здійснювати авіаційне забезпечення спеціальних місій у надскладних умовах, в особливості вночі.

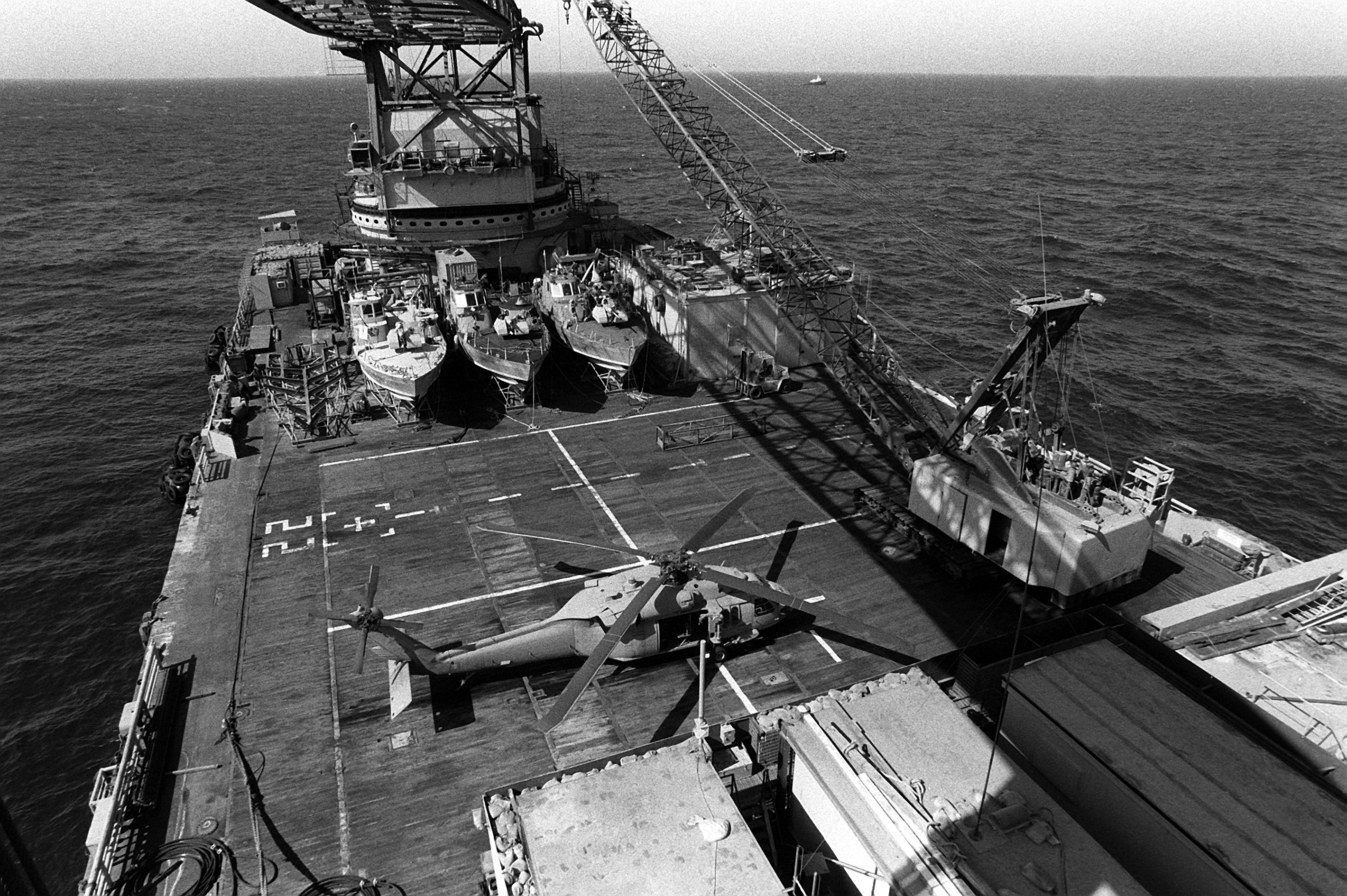
Бойовий вертоліт UH-60 «Блек Хок» 160-ї авіагрупи ССО на борту вантажного судна в готовності до зльоту. Операція «Прайм Ченс». Червень 1988

На початку 1980-х років розпочалась робота зі створення унікального авіаційного формування, яке відповідатиме усім викликам сучасності, пов'язаним з виконанням спеціальних завдань. Для початку за основу вертолітного підрозділу, що створювався, узяли найкращих пілотів-експертів з авіаційної групи легендарної 101-ї повітряно-штурмової дивізії, а саме з вертолітників 158-го, 229-го та 159-го вертолітних батальйонів.
З набором та укомплектуванням перших підрозділів, льотчики розпочали програму тренування, акцентуючи на досягненні відмінних результатів при польотах вночі та на надмалих висотах. У зв'язку з тим, що більшість персоналу була набрана з 158-го батальйону, група отримала тимчасову назву «Оперативна група № 158». 16 жовтня 1981 року, група переформована на вертолітний батальйон, а 1 квітня 1982 батальйон офіційно включений до Регулярної армії країни й отримав порядковий номер — 160-й авіаційний батальйон, організаційно увійшовши до складу 101-ї повітряно-штурмової дивізії, з дислокацією на Форт Кемпбелл, Кентуккі. На уніформі особового складу вертолітного батальйону залишалися знаки розрізнення 101-ї дивізії.
Пілоти батальйону продовжували інтенсивний курс підготовки на гелікоптерах «Блек Хок» та «Чинук» на авіаційних полігонах повітряно-штурмової дивізії, а легкі вертольоти типу OH-6 «Кейюз», що були виведені зі штату дивізії після В'єтнаму проводили тренування на окремому полігоні.

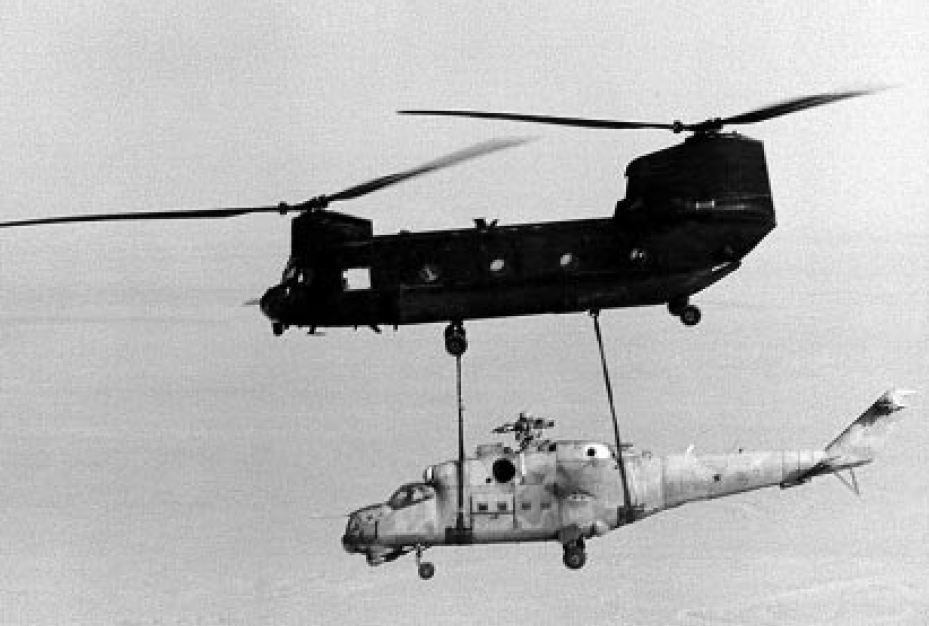
Бойовий вертоліт CH-47 «Чинук» роти «E» перекидає повітрям захоплений вертоліт Мі-24. Операція «Маунт Хоуп III».. Червень 1988

Перша група бойових пілотів була готова діяти вже на початку 1981 року за планом спеціальної операції «Кредібл Спорт», яка, однак, була скасована, через звільнення іранцями заручників з американського посольства в Тегерані, після інавгурації нового Президента Рональда Рейгана.
Набуті в результаті напружених тренувань спроможності бойових пілотів батальйону відразу були оцінені армійським керівництвом через високу результативність виконання навчальних завдань, в особливості вночі, що на той час не робив жодний авіаційний підрозділ армії США. Поступово зароджувалися нові традиції у вертолітній частині, служити у такому підрозділи вважалося великою честю.
Організаційно авіаційний підрозділ постійно змінювався. 16 жовтня 1986 року батальйон був виведений з формального підпорядкування 101-ї дивізії, а 16 січня 1988 він розгорнувся до штату 160-ї авіаційної групи спеціальних операцій (англ. 160th Aviation Group (Airborne).
28 червня 1990 у штаті 160-ї авіаційної авіагрупи сформовані штаб та штабна рота й вона була розгорнута до штату вертолітного полку й відповідно отримала сучасну назву — 160-й авіаційний полк спеціальних операцій армії США. Полк отримав у своїй структурі повноцінний штат з 3 вертолітних батальйонів, окремий загін та додатково авіаційний підрозділ армійської Національної гвардії.
Згодом полк був переданий у пряме підпорядкування Командуванню спеціальних операцій армії.
З цього моменту, 160-й полк залучався до проведення майже усіх спеціальних операцій, й довів свою високу майстерність та готовність до виконання завдань у будь-яких умовах обстановки. На середину 2002 року в полку нараховувалося близько 1 400 чоловік, він мав цілий флот різнорідних вертольотів й складався з 3-х батальйонів. Додатково у 1995 році в Панамі була створена спеціальна вертолітна рота «D», яка у 1999 передислокована на Пуерто-Рико. У 2001 вертолітна рота «E» спочатку сформована у Форт Кемпбелл, але згодом перекинута до Південної Кореї.
У липні 2002 командування армії оголосило про збільшення авіаційного компоненту спеціальних операцій з міркувань зростання потреб спецоперацій й розпочало формування 4-го вертолітного батальйону. Для цього ввели до штату ще 12 MH-47 «Чинук», які є єдиними вертольотами в армії, що спроможні здійснювати дозаправлення у повітрі. Вже через місяць, у серпні 2002, керівництво вирішило ще наростити чисельність повітряного компоненту ССО й запланувало з 2005 до 2009 року ввести до штату полку додатково 35 вертольотів та 900 чоловік особового складу.
Наприкінці 2005, 160-й полк завершив формування 4-го вертолітного батальйону. 7 червня 2006, окрема вертолітна рота «F» передислокована до форту Льюїс у штаті Вашингтон, з одночасним розгортанням тут роти «G». Ці дві окремі роти гелікоптерів цільовим образом призначалися для виконання завдань з повітряного забезпечення ССО армії, що підкорялися елементам спецоперацій Європейського та Центрального командувань. Рота «D», що існувала окремо, призначалася для компоненту ССО, підпорядкованому Південному командуванню ЗС США. Однак, вже в грудні 2006 було прийняте рішення про введення усіх окремих рот до штату 4-го батальйону.
6 грудня 2006 у форті Льюїс в урочистій обстановці проведена церемонія активації 4-го вертолітного батальйону 160-го авіаційного полку.
24 квітня 2008, рота «D» 3-го батальйону була розформована на офіційної церемонії на авіаційній базі Хантер Амі Ейрфілд.
25 березня 2011 утворене тимчасове Авіаційне командування спеціальних операцій армії США, якому підпорядкували 160-й полк ССО.

### Участь у бойових операціях

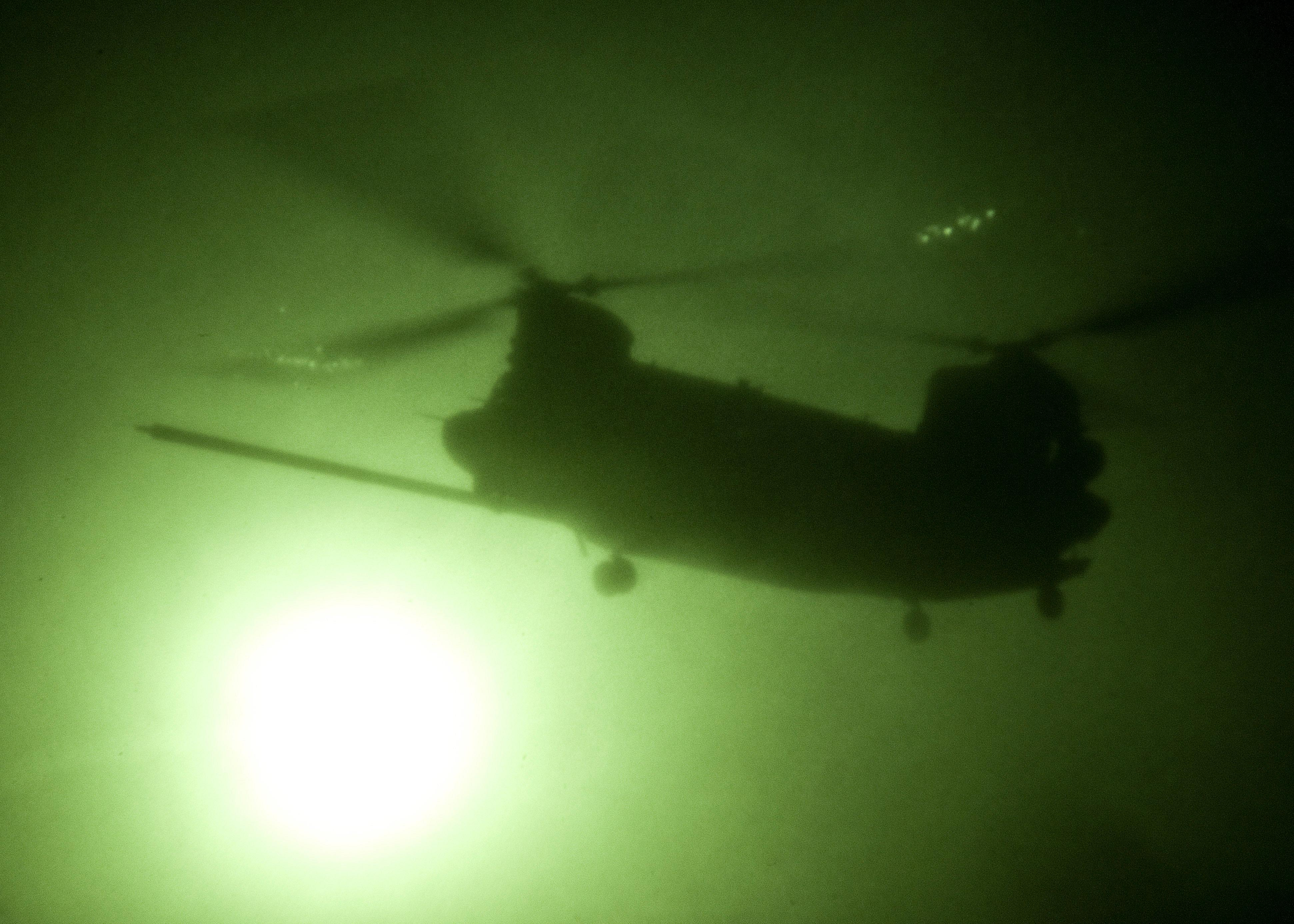
Вертоліт MH-47 у нічному небі Афганістану під час проведення спеціальної операції. Війна в Афганістані

Вперше пілоти 160-го вертолітного батальйону здобули бойовий досвід у ході операції «Необхідна лютість» — висадка американських військ на територію Гренади. Бойове хрещення американські льотчики отримали під зенітним вогнем протиповітряної оборони Гренади та кубинських «радників», проте, усі визначені вертолітникам завдання були виконані успішно. Після цього випробування 160-й вертолітний полк вже залучався на регулярній основі до низки операцій, де потребувалася майстерність вищого ґатунку й умови проведення операції були надзвичайно складні або несприятливі. На Гренаді авіаційний батальйон спецоперацій зазнав перші бойові втрати.
У липні 1987 — червні 1989 бойові пілоти авіагрупи брали участь у найскладніших умовах в операціях «Ернест Вілл» та «Прайм Ченс», військові операції з проведення конвоїв з нафтовими танкерами Перською затокою, де на той час палали сутички ірано-іракської війни. У ході останньої операції, у вересні 1987, льотчикам довелось вести бойові дії вночі, застосовуючи в реальних бойових умовах прилади нічного бачення та інфрачервоні прилади, щоб нейтралізувати серйозну загрозу з боку іранських військових.
У червні 1988 році 2 транспортні вертольоти MH-47 авіагрупи взяли участь у спеціальній операції «Маунт Хоуп III», з евакуації радянського вертольоту Мі-24, що впав на глибині майже 800 км від кордону на території Чаду під час лівійсько-чадського конфлікту. Операція провадилася у найскладніших умовах навколишнього середовища при виконанні польотів, й пілоти наочно продемонстрували свої високі здібності діяти в глибокому тилу ворожого оточення, успішно виконати місію і благополучно повернутися.
20 грудня 1989 «Нічні сталкери» були першими, хто розпочав операцію «Справедлива Справа», коли американські війська вторгалися на територію Панами. Бойові гелікоптери здійснили безпрецедентний переліт з Форту Кемпбелл, де були на той час найсуворіші зимові умови до спекотної та задушливої темряви Панами. Вертолітники успішно виконали завдання з підтримки воїнів спецоперацій, забезпечуючи перекидання їх повітрям та своєчасно завдаючи удари по супротивнику. За час операції вертолітне авіагрупа втратила 2 пілотів та 2 вертольоти.
Окупація Саддамом Хусейном незалежного Кувейту утворила серйозний виклик для випробування авіаційного компоненту сил спеціальних операцій на Близькому Сході. 17 січня 1991 бойові пілоти 160-го вертолітного полку, разом з підрозділами спеціальних операцій, розпочали операцію «Буря в пустелі». До бойових дій у війні в Перській затоці залучалася переважна більшість полку, в основному формування 2-го і 3-го батальйонів частини. «Нічні сталкери», що брали активну участь в операціях «Щит» та «Буря в пустелі», провадили велику кількість операцій, у тому числі бойових пошуково-рятувальних, штурмових та рейдових дій, операцій з постачання та забезпечення своїх військ, а також інфільтрацію та ексфільтрацію підрозділів американських ССО. У реальних бойових умовах обстановки льотчики довели високу готовність 160-го авіаційного полу спеціальних операцій вести нічні та довготривалі бойові дії в складних умовах пустельної місцевості, при активній протидії ворога.

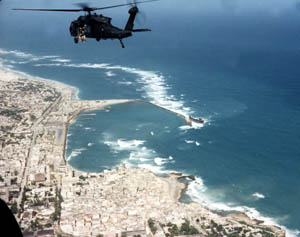
Вертоліт MH-60 «Блек Хок» (позивний «Супер 64») над узбережжям Сомалі, один з двох, що були збиті. Битва в Могадишо. 3 жовтня 1993

У жовтні 1993 оперативна група вертольотів 160-го полку підтримувала бойові дії підрозділів армійських сил спеціальних операцій, що діяли в складі миротворчих сил Організації Об'єднаних Націй та бойовиками польового командира Національного Альянсу Сомалі Мохамеда Айдіда в столиці Сомалі Могадишо. Проводячи рейд, американські війська несподівано зіткнулися із запальним опором сомалійських бойовиків, що значно переважали їх чисельністю. У запеклій сутичці повстанцями було збито два американських вертольоти «Нічних сталкерів» MH-60L «Чорний яструб» повітряного управління спеціальною операцією з кодовим позивним «Супер-61» та «Супер-64», що були збиті з землі вогнем ручних протитанкових гранатометів РПГ-7. У полку загинуло 5 пілотів, ще декілька отримали поранення.

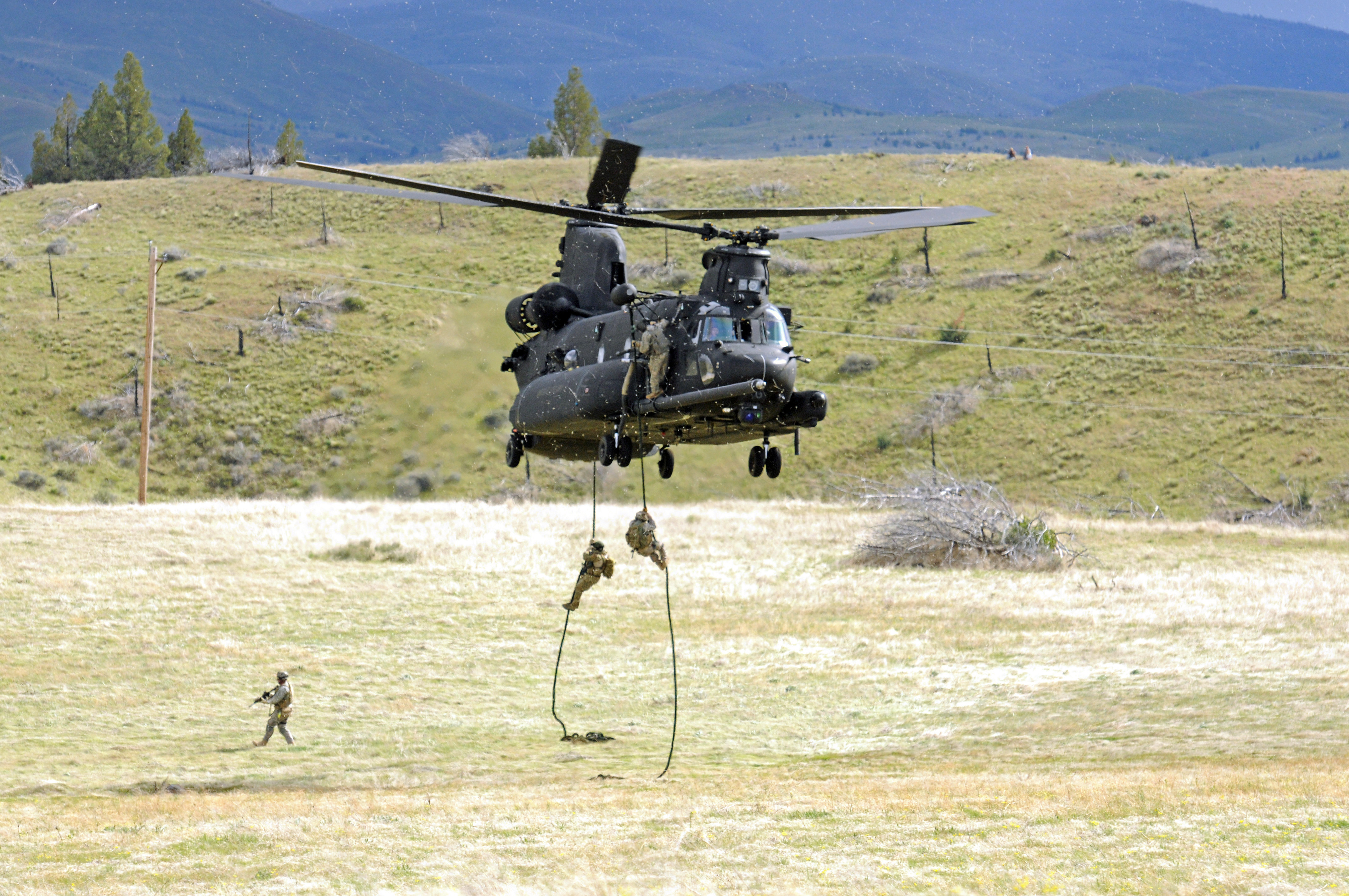
Висадка оперативної групи ССО методом спуску на фалах зі складу 125-го ескадрону спеціальної тактики сил ССО ВПС США з борту транспортно-бойового вертольоту CH-47 «Чинук» на навчаннях. 17 травня 2011

Події тої битви лягли в основу книги "Падіння «Чорного яструба» та фільму, що був знятий по сюжету роману.
З початком війни в Афганістані 160-й полк одним з перших взяв участь у підготовки до операції «Нескорена свобода» — Афганістан. 19 жовтня 2001 перші гелікоптери полку MH-47E, з операторами ССО приземлилися в Делі. Далі оперативна група ODA 595 перекинута до Узбекистану, звідки незабаром сили спеціальних операцій брали участь разом з Північним альянсом у битві за Мазарі-Шаріф, який визволили від бойовиків Талібану.
У грудні 2001 «Нічні сталкери» виконували повний спектр завдань щодо підтримки та забезпечення 150 оперативників з різних спецпідрозділів: «Дельти», груп управління спеціальних акцій ЦРУ та британської СЧС під час їх полювання на міжнародного терориста № 1, лідера міжнародної ісламської терористичної організації «Аль-Каїда» Осаму Бен Ладена у горах Тора-Бора.
На Філіппінах у 2002 року, вертолітники 2-го вертолітного батальйону втратили 10 чоловік, у процесі проведення операції з надання допомоги філіппінській армії з рятування американських заручників, захоплених радикальним ісламістським рухом «Абу Сайяф». Американських місіонерів захопили в готелі Дос Пальмос та утримували 2 роки в полоні, одному з них відрізали голову, передом спецпідрозділ здійснив спробу їх звільнити.
2 березня 2002, гелікоптери MH-47E «Чинук» 2-го вертолітного батальйону, виконуючи завдання з ведення спостереження за бойовиками ісламістського руху на півдні долини Шах-і-Кот, здійснювали переліт з острову Базіліан на Мактан, на південному заході Філіппін, коли один з них зазнав технічну аварію й впав у гористій місцевості острову. Наступного ранку, 2 MH-47E з командою швидкого реагування вилетіли на пошук вертольоту, що впав. Під час розшуку постраждалих, американські військові попали під інтенсивний вогонь бойовиків зі стрілецької зброї та РПГ. У вогневій сутичці постраждало багато операторів спецоперацій, а також пілотів 160-го полку.
У червні 2005, при проведенні операції «Червоні крила», група спецоперацій «Морських котиків» потрапили у засідку й вступила у затятий бій з афганськими повстанцями. При спробі ексфільтрації оточеної групи операторів SEAL, один з транспортних вертольотів MH-47, що віз допомогу, отримав пряме влучення протитанковою гарматою з РПГ й впав у горах. 8 пілотів-вертолітників та ще 8 морських котиків загинуло у цій операції.
З початком вторгнення Коаліційних військ до Іраку, льотчики 160-го вертолітного полку брали участь у чималих операціях з забезпечення спеціальних акцій та дій ССО США. Одним з таких завдань було рятування американського військовослужбовця рядового першого класу Джессіки Лінч, що була захоплена іракськими військовими у полон. Також пілоти полку залучалися до звільнення захоплених з метою викупу трьох італійських контракторів та польського бізнесмена у 2004 році.
Пілоти «Нічних сталкерів» демонстрували свої здібності на антитерористичному навчанні Командування ССО в Денвері у 2008 році. У цьому ж році 160-й полк зіграв одну з ключових ролей у проведенні рейду на Абу-Кемаль, що здійснювався у спільній операції ССО та ЦРУ.
19 серпня 2009, під час проведення тренування в суворих умовах гір Колорадо, у наслідок катастрофи вертольоту MH-60 «Блек Хок» поблизу Ледвіля загинуло 4 пілоти роти «D» 1-го батальйону полку.
22 жовтня 2009, в процесі тренування навчальної вправи із відпрацювання спуску операторів ССО на фалах з вертольоту на палубу судна бойового забезпечення USNS «Арктик», пілот гелікоптера не впорався з керуванням та врізався в судно. Трагедія сталася на навчальному центрі поблизу Об'єднаної Експедиційної бази «Схід» у Вірджинії. Загинув один сержант першого класу Дж. Страйт та було поранене ще 9 чоловік, три мали серйозні поранення.

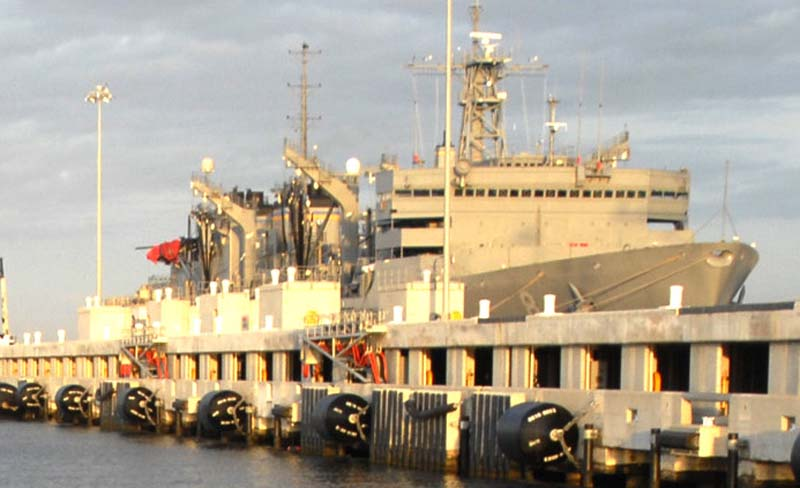
Результати катастрофи вертольоту MH-60 «Блек Хок» на судні бойового забезпечення USNS «Арктик». 23 жовтня 2009

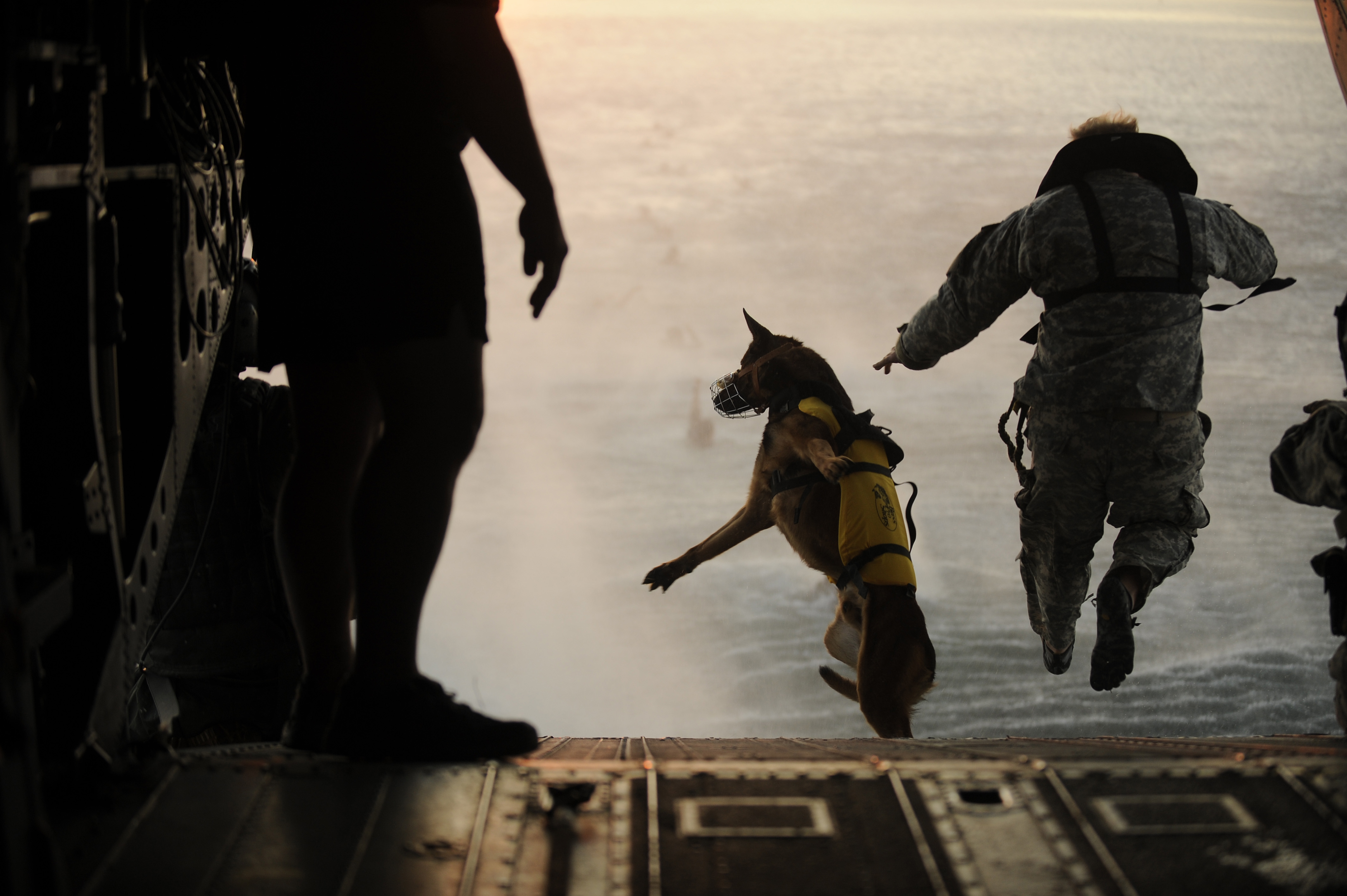
Десантування на воду під час тренування оператора ССО з бойовим собакою зі складу 10-ї групи ССО з борту транспортно-бойового вертольоту CH-47 «Чинук». 1 березня 2011

1-2 травня 2011, бойова група «Нічних сталкерів» взяла найактивнішу участь у рейді з ліквідації лідера Аль-Каїди Осами бен Ладена на території Пакистану в Абботтабаді. Операція за підтримки підрозділу 160-го полку здійснювалася операторами DEVGRU. Під час рейду один з вертольотів MH-60 був пошкоджений й знищений на місті проведення операції.
15 січня 2014 у наслідок жорстокої посадки вертольоту MH-60 на аеродромі Хантер Амі Ейрфілд, загинув один оператор спецоперацій й ще 2 отримали поранення.
4 липня 2014 об'єднана оперативна група спеціальних операцій «Дельта» та 160-го полку залучалася до операції з пошуку та рятування в Північній Сирії захоплених у заручники журналіста Джеймса Фолей та інших американських громадян. У результаті проведення операції один солдат поранений, однак заручників не знайшли. Пізніше журналіст Дж. Фолей публічно страчений ісламістами Ісламської Держави.

## Організаційна структура
160-й авіаційний полк SOAR(A) організаційно входить до складу сил спеціальних операцій армії США, підкоряється його Командуванню, а з питань взаємодії з іншими повітряними складовими Авіаційному командуванню, та складається з штабу полку, 4-х батальйонів та навчальної вертолітної роти. Штаб полку, разом з 1-м та 2-м батальйонами та навчальною ротою спеціальних операцій дислокується у форті Кемпбелл в штаті Кентуккі; 3-й авіаційний батальйон базується на військово-повітряній базі Хантер Амі Ейрфілд, в штаті Джорджія, й 4-й батальйон має свій пункт постійної дислокації на Об'єднаній військовій базі Льюїс-Маккорд, штат Вашингтон. Така організаційна структура полку задовольняє потреби армійських сил спеціальних операцій для підтримки виконання ними спеціальних операції та ефективного навчання пілотів полку.
Кожний вертолітний батальйон становить органічну структуру з підрозділів, укомплектованих легкими, середніми та важкими вертольотами, які озброєні, оснащені та облаштовані за найсучаснішими вимогами для успішного виконання спеціальних завдань. 1-й батальйон має роту легких гелікоптерів вогневої підтримки AH-6 «Літтл Берд», роту MH-6 «Літтл Берд» та три роти багатоцільових вертольотів MH-60 «Блек Хок». 2-й батальйон має дві роти транспортних вертольотів MH-47 «Чинук», у той час, як 3-й і 4-й вертолітні батальйони складаються з 2-х рот MH-47 «Чинук» та однієї роти MH-60 «Блек Хок». До складу кожного авіаційного батальйону входить штаб, штабна рота і рота матеріального забезпечення.

### Чисельність вертольотів
| Тип вертольоту        | Чисельність |
| --------------------- | ----------- |
| MH/AH-6M «Літтл Берд» | 51          |
| MH-47G «Чинук»        | 61          |
| MH-60M «Блек Хок»     | 72          |
| Всього                | 184         |

| Організаційно-штатна структура 160-го авіаційного полку спеціальних операцій армії США |
| -------------------------------------------------------------------------------------- |
|                                                                                        |

160-й авіаційний полк на своєму озброєнні має широкий спектр найсучасніших зразків бойових вертольотів, що оснащені для задоволення будь-яких критичних вимог завдань спеціальних операцій. Усі гелікоптери полку були спеціалізовано розроблені для проведення та підтримки операторів ССО при виконанні ними спеціальних завдань, як у форматі суто спеціальної операції силами власно ССО, так й для проведення спільних операцій з підрозділами інших видів збройних сил на усіх театрах дій і на усіх рівнях інтенсивності та складності збройних конфліктів. Для виконання цих вимог, підрозділи полку організовані відповідно до призначення формувань ССО, яким вони нададуть підтримку, театру воєнних дій, де передбачається виконання операції. Кожний підрозділ авіаполку організаційно закріплений за одним з батальйонів-загонів армійських сил спеціальних операцій.
Рівень готовності фахівців «Нічних сталкерів» такий, що полк, як структурне формування, вважається невід'ємною частиною практично усіх спеціальних операцій, що плануються й проводяться. Льотчики спеціально навчені і оснащені для проведення спеціальних операцій в рамках армійської цільової групи спеціальних операцій (ARSOTF) або спільної цільової групи спеціальних операцій (JSOTF).
Підрозділи полку навчені і оснащені для інфільтрації, постачання, забезпечення й ексфільтрації підрозділів сил спеціальних операцій США та іншого персоналу в залежності від роду виконуваного завдання. Тренування екіпажів вертольотів та операторів ССО провадиться спеціально в умовах максимально наближених до реалій майбутньої операції з програшем будь-якого перебігу подій під час акції. Основний акцент навчання навмисно робиться на відпрацювання задач вночі. Вертолітники навчені використовувати прилади (окуляри) нічного бачення (ПНВ) або авіаційні системи нічного бачення. Особлива увага приділяється тренуванню бриючим польотам на максимальній швидкості з обминанням рельєфу місцевості. Полк постійно займається навчанням у всіляких експлуатаційних умовах і особливостях місцевості: пустеля, гори, джунглі, міські та над водою. Невід'ємною специфікою тренінгу є вміння працювати з морських платформ (бойових кораблів, суден, нафтових платформ тощо). Кожне навчання обов'язково проводиться з оцінкою точності перельоту на великі дальності та при несприятливих погодних умовах.
Гелікоптери полку спеціальних операцій модифіковані таким чином, щоб забезпечити можливість для їх дозаправки в повітрі, а також оснащені найточнішими приладами навігації, комунікації, мають підвищені льотно-технічні характеристики для польотів на великі відстані і поліпшеної потужності зброю. Вищеперелічені удосконалення надають унікальну можливість використовувати такі вертольоти у несприятливу погоду, в умовах обмеженої видимості або на над малих висотах, що у свою чергу, сприяє прихованості проведення повітряних спеціальних операцій й досягненню певної раптовості. Екіпажі вертольотів спеціально навчені надавати безпосередню авіаційну підтримку і здійснювати наведення високоточних боєприпасів з метою підтримки спеціальних операцій.
Водночас, бойові підрозділи та окремі екіпажі мають певні обмеження в автономності дії, що удовольняється 24 годинами. Пілоти не мають спроможності забезпечити свої гелікоптери або тимчасові операційні бази надійною охороною тривалий період, тому вони працюють з захищеної бази або аеродрому. Системи управління польотів вертольотів не інтегровані в єдину систему контролю повітряного простору і потребують відповідної підтримки спеціалізованих літаків військово-повітряних сил США з метою тактичної координації авіаційної підтримки. Така підтримка потрібна в процесі доставки вантажів групам ССО та забезпеченні пересування вертольотів повітрям за умови відсутності наземної системи наведення на ціль.

## Відео
- U.S. Army 160th SOAR (Special Ops Aviation Regiment) — Night Stalkers [Архівовано 11 жовтня 2018 у Wayback Machine.]
- Special Operations Aviation Regiment Enlisted Green Platoon [Архівовано 5 лютого 2015 у Wayback Machine.]